# 黄映庚
黄映庚（？—？），浙江宁海人，是一名清朝政治人物。举人出身。
黄映庚曾于1786年接替黄玉瑚任青浦县知县一职，1787年由郑时泰接任。